# DJ Gollum
DJ Gollum – niemiecki DJ/Producent muzyki klubowej. Tworzy muzykę z gatunku Hands Up. Aktualnie wydaje w wytwórni Global Airbeatz, której jest właścicielem, zatrudnia wielu producentów muzyki np. Money-G, T.M.O, Empyre One, Akustikrausch i wielu innych. Obecnie zajmuje się również produkcją electro pod pseudonimem L.A.R.5 
lecz wydawał także w znanej wytwórni All Around The World (AATW). Pierwszy singiel wspólnie z Garym D nosił tytuł Black Arrows / Wahnsinn. Wydany został przez niemiecką wytwórnię EDM w 1995 roku.

## Dyskografia

### Single[2]
| Rok  | Tytuł                                                                               | Wytwórnia                       |
| ---- | ----------------------------------------------------------------------------------- | ------------------------------- |
| 1995 | Black Arrows / Wahnsinn (feat. Gary D)                                              | EDM                             |
| 1996 | Pagemaster                                                                          | EDM                             |
| 1996 | Pleasant Experience / Mystic Fusion                                                 | UK44 Records                    |
| 1996 | The Line (feat. Baphomet)                                                           | Evolver                         |
| 1997 | Harmony (feat. M-Zone)                                                              | UK44 Records                    |
| 1998 | Fortunes                                                                            | EDM                             |
| 1998 | Infectious Flight (feat. Skudero)                                                   | Bit Music                       |
| 1998 | The Energy                                                                          | UK44 Records                    |
| 2003 | Take My Heart                                                                       | EDM Ultra                       |
| 2004 | Black Arrows Reloaded (feat. Gary D & DJ Yanny)                                     | EDM                             |
| 2005 | 'Fuck You' 2004 (Reyes) / Mystic Fusion (feat. M-Zone)                              | –                               |
| 2005 | Rockin Groove                                                                       | Redemption                      |
| 2007 | Fairytale Gone Bad (feat. Felixx)                                                   | Global Airbeatz                 |
| 2008 | All The Things She Said (feat. Scarlet)                                             | All Around The World            |
| 2008 | In The Shadows (feat. Andrew Spencer)                                               | Global Airbeatz                 |
| 2009 | Passenger                                                                           | Global Airbeatz                 |
| 2009 | Global Airbeatz Toyz Vol.2 (feat. Empyre One)                                       | Global Airbeatz                 |
| 2010 | Narcotic (feat. Basslovers United)                                                  | Zoo Digital                     |
| 2010 | T.N.T. (feat. Andrew Spencer)                                                       | Global Airbeatz                 |
| 2010 | Get On The Floor                                                                    | Global Airbeatz                 |
| 2011 | Poison (feat. Scarlet)                                                              | Punch Records / Zooland Digital |
| 2011 | Benzin im Blut (feat. Akustikrausch)                                                | Global Airbeatz                 |
| 2012 | Don't Look Back (feat. DJ Cap)                                                      | Global Airbeatz                 |
| 2012 | Advertising Space (feat. Re-Actor)                                                  | Global Airbeatz                 |
| 2012 | Tumbling Down (vs Danny Suko feat. Scarlet)                                         | Global Airbeatz                 |
| 2012 | The Bad Touch (feat. Empyre One)                                                    | Global Airbeatz                 |
| 2013 | Handzup Isn't Dead (feat. DJ Cap)                                                   | Global Airbeatz                 |
| 2013 | I've Got The Key (feat. DJ Cap)                                                     | Global Airbeatz                 |
| 2013 | Good Stuff (feat. DJ Cap)                                                           | Global Airbeatz                 |
| 2014 | Let The Love Shine (feat. Empyre One)                                               | Global Airbeatz                 |
| 2014 | Give Me Five (Easter Rave Hymn 2k14) (feat. DJ Cap)                                 | Global Airbeatz                 |
| 2014 | Rockstar (mit Empyre One vs. Nicco)                                                 | Global Airbeatz                 |
| 2015 | Electrified (feat. Felixx)                                                          | Global Airbeatz                 |
| 2015 | Stars (feat. Empyre One)                                                            | Global Airbeatz                 |
| 2015 | We Don't Care (feat. DJ Cap)                                                        | Global Airbeatz                 |
| 2015 | Emotions In Dance (Easter Rave Hymn 2k15) (feat. DJ Cap)                            | Global Airbeatz                 |
| 2016 | Together Forever (Easter Rave Hymn 2k16) (feat. DJ Cap vs. Nicco)                   | Global Airbeatz                 |
| 2016 | Loud (feat. DJ Cap)                                                                 | Global Airbeatz                 |
| 2016 | Planet Hands Up (feat. DJ Cap)                                                      | Global Airbeatz                 |
| 2016 | The Promiseland (feat. DJ Cap)                                                      | Global Airbeatz                 |
| 2017 | Heart Ahead (Easter Rave Hymn 2k17) (feat. DJ Cap vs. 89ers)                        | Global Airbeatz                 |
| 2017 | Paradise (feat. DJ Cap)                                                             | Global Airbeatz                 |
| 2017 | Flying High! (feat. DJ Cap)                                                         | Global Airbeatz                 |
| 2017 | Summer Is Calling (feat. DJ Cap)                                                    | Global Airbeatz                 |
| 2017 | Death Camp (feat. DJ Cap)                                                           | Global Airbeatz                 |
| 2017 | Talk To Me (feat. DJ Cap)                                                           | Global Airbeatz                 |
| 2018 | Oxymorons 2018 (feat. DJ Cap)                                                       | Global Airbeatz                 |
| 2018 | Boom Bang Feeling (feat. DJ Cap vs. Hannah)                                         | Global Airbeatz                 |
| 2018 | Electronic Universe (Official Easter Rave Hymn 2k18) (feat. DJ Cap vs. Mark Breeze) | Global Airbeatz                 |